# Berthe (film)
Pour les articles homonymes, voir Berthe.
Berthe est un film belgo-allemand réalisé par Patrick Ledoux, d'après la nouvelle Berthe, de Guy de Maupassant et sorti en 1976.

## Fiche technique
- Réalisation, scénario et dialogues, musique : Patrick Ledoux
- Directeur de la photographie et cadreur : Claude Michiels
- Décors : Muriel Anuset
- Montage : Monique Rysselinck
- Son : André Patrouillie

## Distribution
- Claire Wauthion : Berthe, une jeune femme folle depuis la petite enfance
- Alfonso Lipp : le médecin
- Suzy Falk : la mère de Berthe
- Jean-Jacques Moreau : le mari de Berthe
- Marion Hänsel : la servante
- Antoine Carette : le père de Berthe